# Von Alten

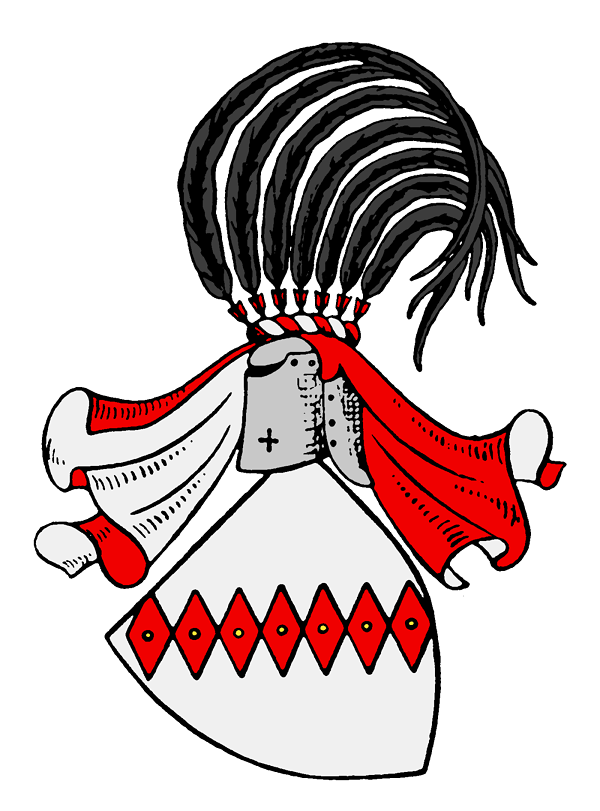
Geslachtswapen von Alten

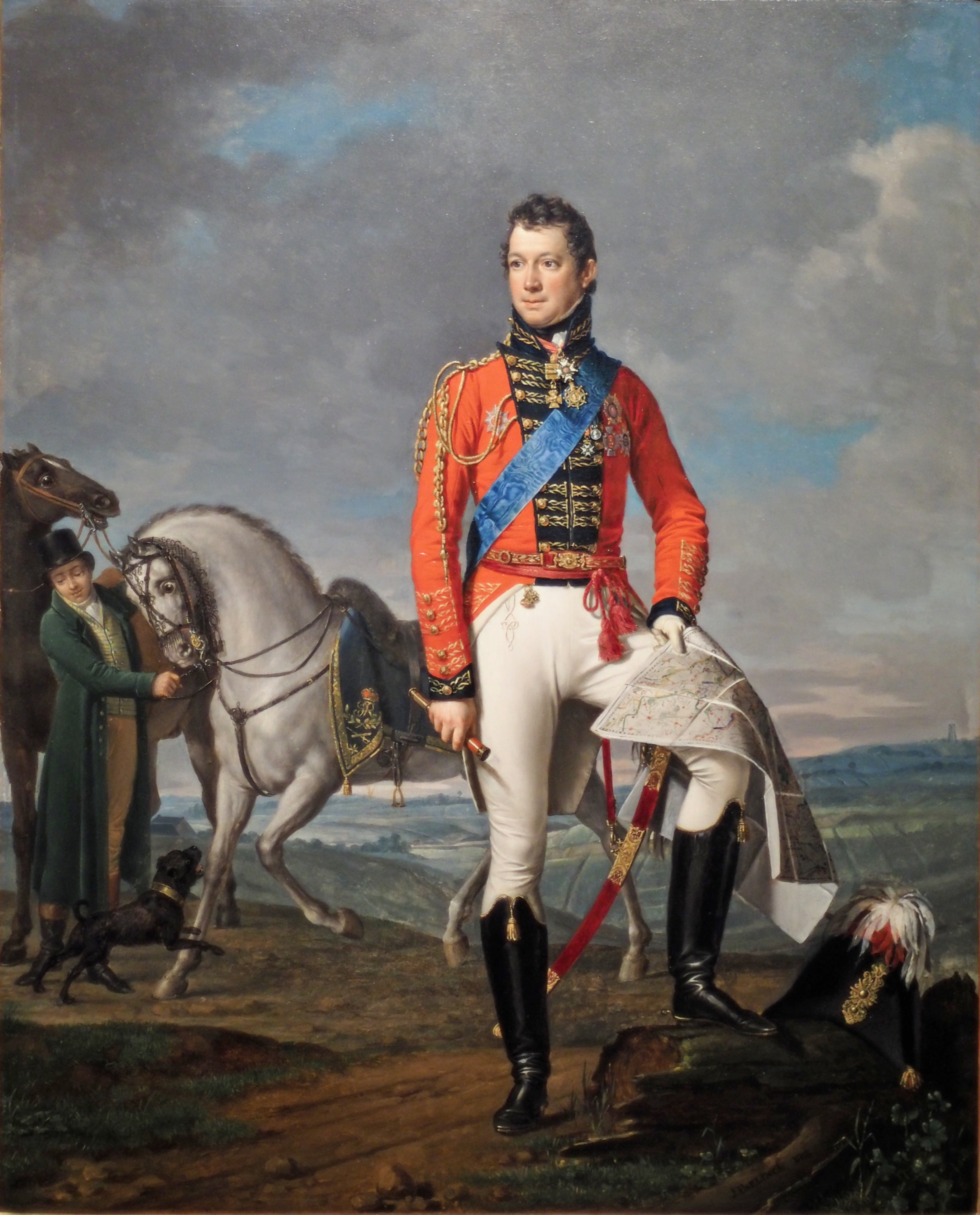
Generaal von Alten (1764-1840) in de Slag bij Waterloo

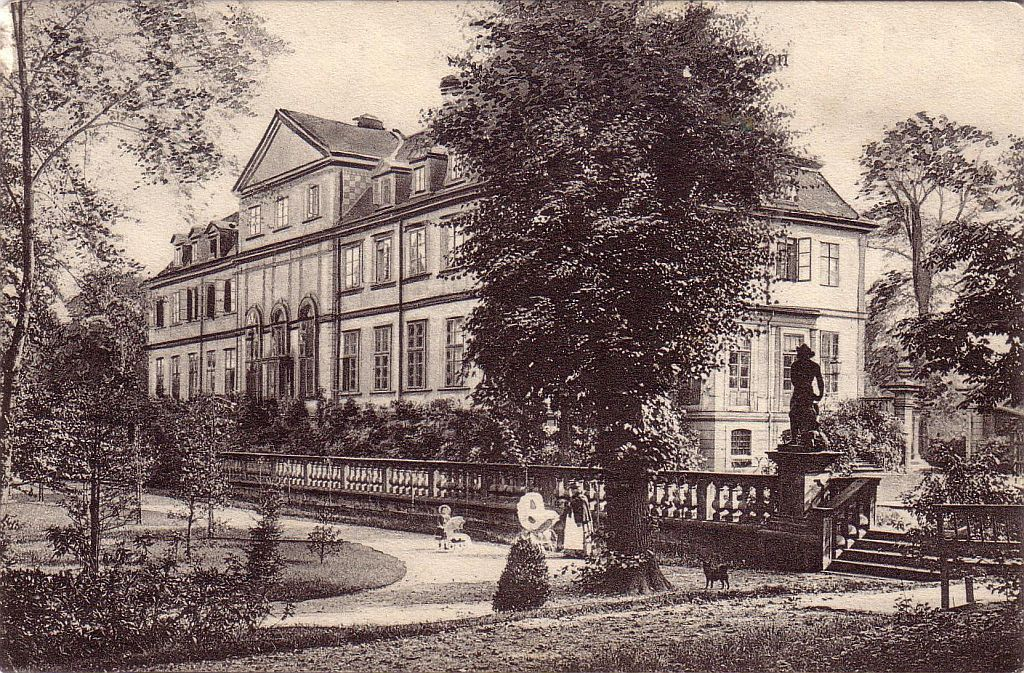
Schloss Linden (Hannover)

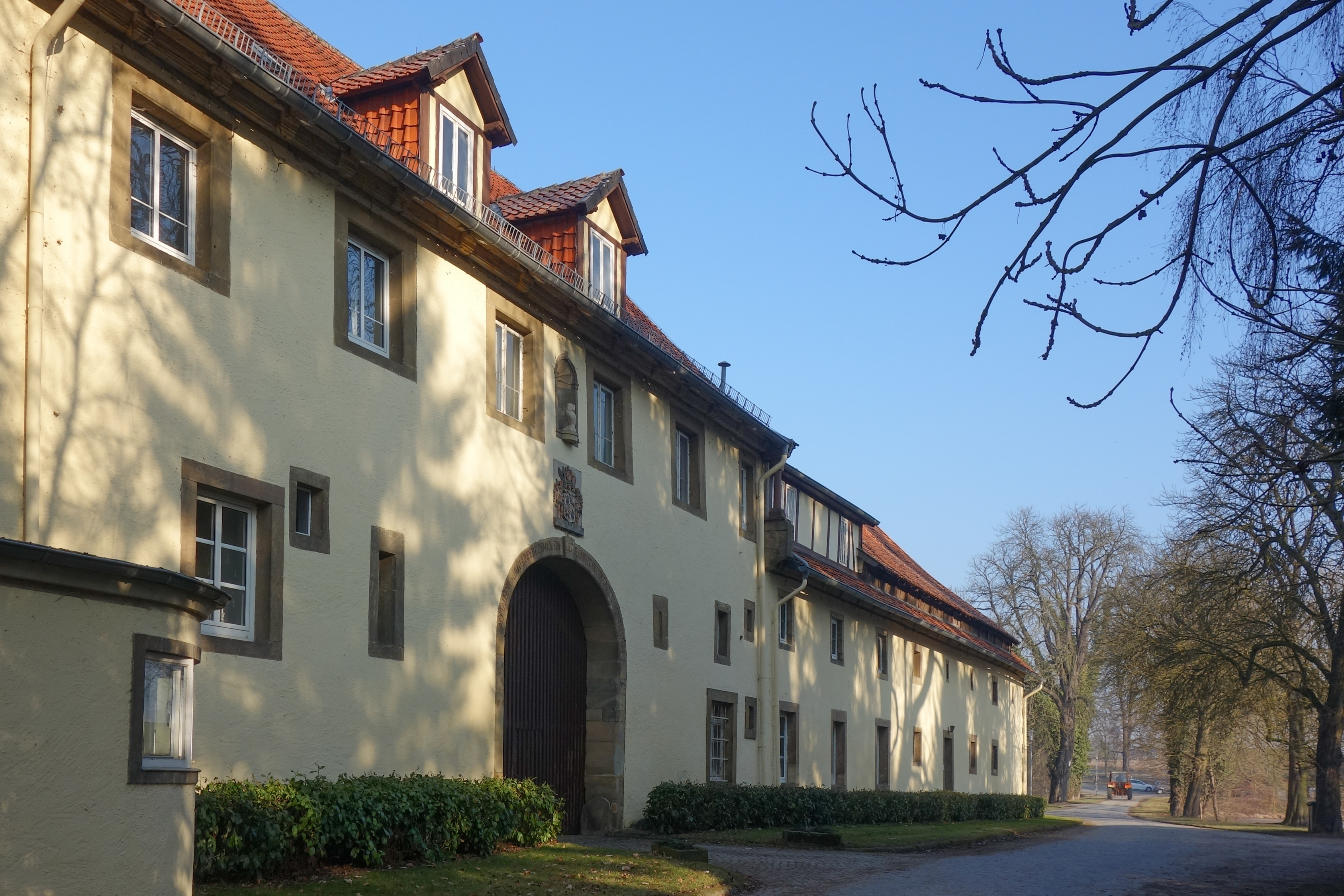
Söderhof (sinds 1970 in dit geslacht)

Von Alten is een oud-adellijk geslacht uit Hannover.

## Geschiedenis
De eerste vermelding betreft Dietrich von Alten, die als ministeriaal in 1182 wordt vermeld, terwijl de bewezen stamreeks begint met Eberhard von Alten, die tussen 1183 en 1210 wordt vermeld.
De oudste tak levert anno 2017 het hoofd van het geslacht.
De middelste tak, onderdeel van de eerste linie, werd opgenomen in de Pruisische Grafenstand in 1901, met de titel graaf bij eerstgeboorte, verbonden aan het op te richten fideï-commis met landgoed en Schloss Linden (Hannover). Linden was vanaf 1280 in het bezit van het geslacht. Wettbergen was vanaf 1334 in dit geslacht, raakte weer verloren, kwam opnieuw in de tak-Linden en werd in 1969 verkocht.
De jongste tak, onderdeel van de tweede linie, verkreeg de Hannoverse titel van graaf bij eerstgeboorte voor de generaal Carl von Alten (1764-1840), welke titel bij gebrek aan nakomelingen mocht overgaan op zijn broer of diens nakomelingen; dit laatste gebeurde inderdaad na diens overlijden in 1840. Alleen de jongste tak draagt nu nog de titel van Graf bij eerstgeboorte. Wilkenburg was van 1215 tot 1904 in bezit van dit geslacht.
In 1862 ontstond een band met de Nederlandse adel door het huwelijk met een telg uit het geslacht Groeninx van Zoelen: beide kinderen uit dit huwelijk werden in Nederland geboren, de zoon in Den Haag en de dochter op Huys ten Donck.

## Enkele telgen

### Oudste tak
Fritz von Alten (1910-†), ingenieur
- Ernst-Joachim von Alten (1950), koopman en hoofd van het huis, in 2017 ongehuwd

### Middelste tak
Carl Graf von Alten-Linsingen, heer van Linden, enz. (1843-1916), Pruisisch kamerheer, verkreeg de titel van graaf bij eerstgeboorte, verbonden aan het fideï-commis Linden
- Georg von Alten, heer van Linden en Wettbergen (1873-1946)
  - Carl von Alten, heer van Linden en Wettbergen, enz. (1911-1947)
    - Karl-Eberhardt von Alten, voormalig heer van Linden, enz. (1941), landbouwer
    - Volkmar von Alten, voormalig heer van Wettbergen, heer van Söderhof (1945), landbouwkundig ingenieur

### Jongste tak

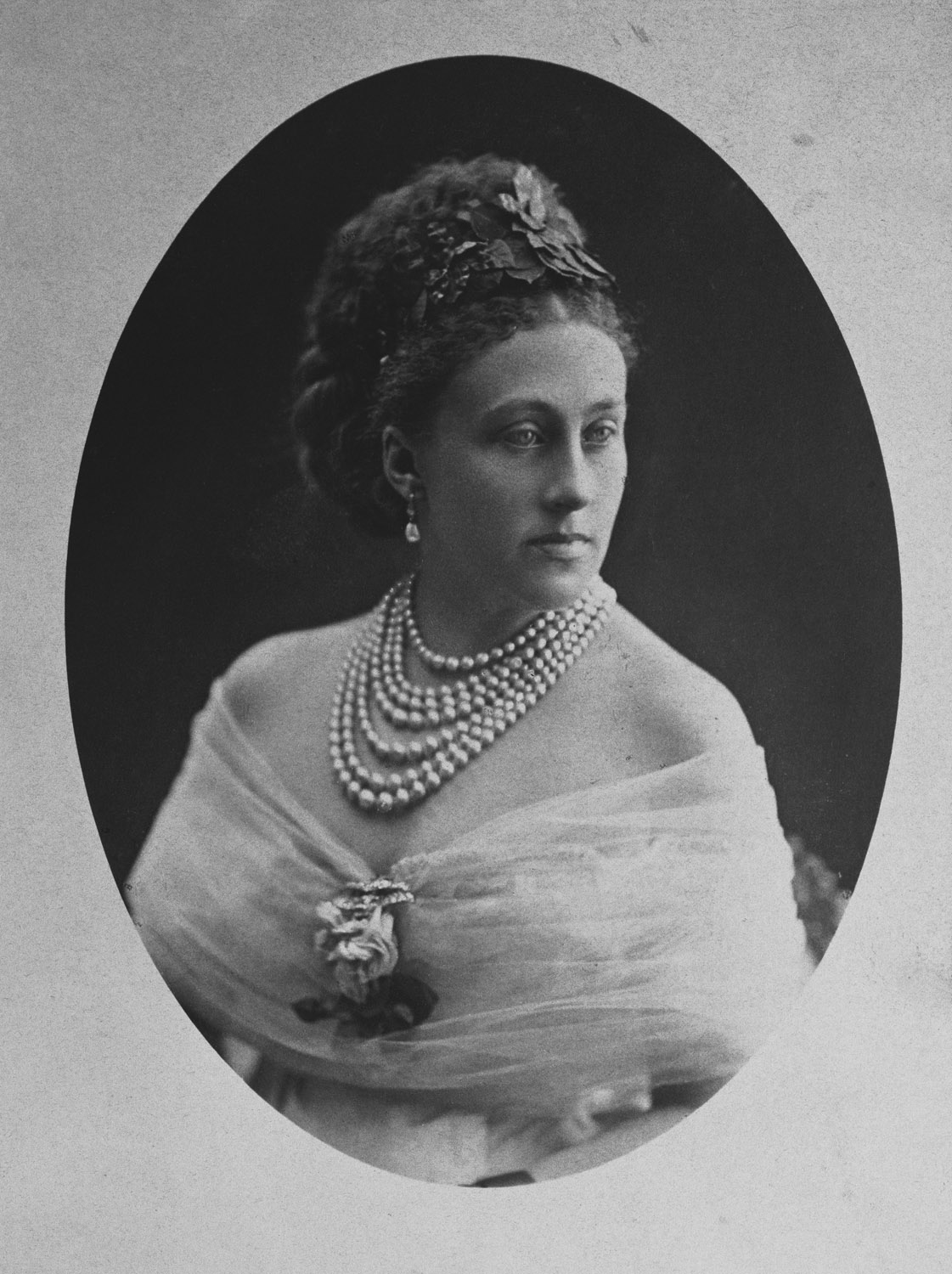
Luise von Alten (1832-1911)

August Eberhard von Alten (1722-1789)
- Victor von Alten (1755-1820), luitenant-generaal
  - Viktor graaf von Alten, heer van Wilkenburg, enz. (1800-1879), verkreeg de titel van graaf na het overlijden van zijn oom
    - Luise von Alten (1832-1911), Mistress of the Robes (1858-1859); trouwde in 1852 met William Montagu, 7e hertog van Manchester (1852-1890) en in 1892 met Spencer Cavendish, 8e hertog van Devonshire (1833-1908)
    - Carl Friedrich Franz Victor graaf von Alten (1833-1901), cavaleriegeneraal; trouwde in 1862 met jkvr. Carolina (Karoline) Groeninx van Zoelen (1836-1911), telg uit het Nederlandse geslacht Groeninx van Zoelen en dochter van mr. René Frédéric baron Groeninx van Zoelen, heer van Ridderkerk, Oud- en Nieuw-Herkingen en Roxenisse (1800-1858), lid Eerste Kamer, en Aurelia Elisabeth gravin van Limburg Stirum (1812-1899), dame du palais (1857-) (honorair, 1876-) van de koninginnen Sophia, Emma en Wilhelmina
      - Viktor graaf von Alten (1864-1944)
        - Friedrich graaf von Alten (1904-1970), kunstschilder

  - Georg von Alten (1815-1882), Hannovers diplomaat, consul-generaal
    - Karl von Alten (1855-1882), luitenant, adjudant van de gouverneur van Metz
      - Viktor von Alten (1877-1929), officier en commandant van Stettin
        - Eberhard [sinds 1970:] Graf von Alten (1914-2003), boer bij Okahandja
          - Victor Graf von Alten BSc. (1951), landbouwer en reisleider, chef de famille van de grafelijke tak
            - Alexander von Alten (1986), hotelier en reisleider; vermoedelijke opvolger als chef de famille van de grafelijke tak
- Carl graaf von Alten (1764-1840), generaal